# Poseidon
 For alternative betydninger, se Poseidon (bølgemaskine).
Poseidon er havets gud i klassisk græsk mytologi.
Hans navn forekommer allerede i mykensk tid på Linear B-tavler; de er praktiske dokumenter, der kun omtaler ham et par gange. Poseidon omtales også som Ennosigaios ("Den som ryster jorden")
I den klassiske litteratur/Homer er han bror til Zeus og Hades. De tre delte verden mellem sig, så Hades fik underverdenen, Poseidon fik havet, og Zeus fik himlen og kongeværdigheden. Poseidon bor på bunden af havet. 
Poseidon er også gud for jordskælv. Når jorden skælvede, var det enten Poseidons heste, der stampede, eller Poseidon der slyngede sin trefork ned i jorden. 
Da Poseidon fløj over havet, kunne han lave store bølger, tsunamier, med sin trefork, som han holdt i hånden. 
Gudens attribut treforken (græsk triaina / triodus, latin tridēns, heraf eng. trident) er en lyster, et ålejern, dvs. et fiskeredskab: den midterste tand spidder fisken, mens de to yderste holder den fast.

## Eksterne links
- Wikimedia Commons har flere filer relateret til Poseidon